# Liste der Herrscher von Tirol
Die Liste der Herrscher von Tirol umfasst die Grafen, Regenten und Landesfürsten der Grafschaft Tirol. Die Grafschaft entstand im 11. Jahrhundert und ging zusammen mit der Österreichisch-Ungarischen Monarchie im Jahr 1918 unter.

## Albertiner
- Albert Mitte 11. Jahrhundert (?)
- 1128–1140 Albert I.
- 1140–1165 Albert II., ab 1141 Graf von Tirol
- 1165–1180 Berthold
- 1180–1190 Heinrich I.
- 1202–1253 Albert III.

## Meinhardiner
- 1253–1258 Meinhard I. (Schwiegersohn Alberts III. von Tirol)
- 1258–1295 Meinhard II.
- 1295–1310 Otto
- 1310–1335 Heinrich II.
- 1335–1363 Margarete (Maultasch)

## Luxemburger
- 1335–1341 Johann Heinrich als Gatte der Margarete Regent von Tirol

## Wittelsbacher
- 1341–1361 Ludwig als Gatte der Margarete Regent von Tirol
- 1361–1363 Meinhard III.

## Habsburger
- 1363–1365 Rudolf (IV. von Österreich) der Stifter
- 1365–1386 Leopold (I. von Tirol, III. von Österreich)
- 1386–1395 Albrecht (IV. von Tirol, III. von Österreich)
- 1396–1406 Leopold (II. von Tirol, IV. von Österreich) der Dicke/Stolze

Ältere Tiroler Linie (Nebenlinie der Habsburger)
- 1406–1439 Friedrich mit der leeren Tasche
- 1439–1490 Siegmund der Münzreiche

beim Herzogtum Österreich: (1493 gefürstet: Gefürstete Grafschaft Tirol)
- 1490–1519 Maximilian I.
- 1519–1521 Karl I. (V. als Kaiser)
- 1521–1564 Ferdinand I.

Ferdinand II. von Tirol und habsburgische Statthalter
- 1564–1595 Ferdinand II.
- 1595–1618 Maximilian (II. von Tirol, III. von Habsburg) der Deutschmeister, Statthalter für Kaiser Rudolf II., dann ab 1612 für Kaiser Matthias

Jüngere Tiroler Linie (Nebenlinie der Habsburger)
- 1619–1632 Leopold (III. von Tirol, V. von Habsburg), Statthalter für Kaiser Ferdinand II., ab 1626 Landesfürst
- 1632–1646 Claudia de’ Medici, Regentin für ihren Sohn Ferdinand Karl
- 1646–1662 Ferdinand Karl
- 1663–1665 Sigismund Franz

bei Österreich:
- 1665–1705 Leopold (IV. von Tirol, I. als Kaiser)
- 1705–1711 Joseph (I. als Kaiser)
- 1711–1740 Karl VI.
- 1740–1780 Maria Theresia
- 1765–1790 Joseph II.
- 1790–1792 Leopold II.
- 1792–1835 Franz I.
- 1793–1848 Ferdinand I.
- 1848–1916 Franz Joseph I.
- 1916–1918 Karl I.
- Nach Karl I. von Habsburg-Lothringen sollten, aufgrund von Karls Gemahlin Zita von Bourbon-Parma, die Spanischen Bourbonen den Titel Graf von Tirol, erhalten, da aber Zita den Titel lange Zeit für sich selbst blockierte und zur Zeit ihres Todes die Franco-Diktatur war, übernahm der Enkel Alfons XIII. Juan Carlos I., den Titel Graf von  Tirol nicht. Erst dessen Sohn Felipe VI. übernahm den Titel wieder.
- Bourbon
- Gräfin Zita
- Anspruch hätten:
- Alfons XIII.
- Juan de Bourbon y Battenberg
- Juan Carlos I.
- Aktuell:
- Felipe VI.
- Erbe:
- Leonor von Spanien